# 成宮しずく
成宮 しずく（なるみや しずく、2006年9月9日 - ）は、日本のタレント・モデル。埼玉県出身。スターダストプロモーション制作1部所属。

## 略歴
- スターダストプロモーション主催の制作1部オーディションに合格し、学業の傍ら芸能活動を始めた。
- 2016年9月、集英社発行『りぼん』同年10月号より、りぼんガール（レギュラー）に抜擢される。
- 2022年、『週刊ヤングジャンプ』（集英社）主催の『制コレ22』のファイナリスト16名に残るも、グランプリ受賞はならなかった（グランプリは蓬莱舞、準グランプリは松島かのんとエイミー)。

## 人物
- 趣味は、スクイーズ収集、Jボード。
- 特技は、走る事、アルトサックス、ヒッブホップダンス。

## 出演

### テレビドラマ
- フジテレビ「武道館」（2016年） - 日高愛子（幼少期） 役
- フジテレビ「櫻子さんの足下には死体が埋まっている」（2017年） - 九条櫻子（幼少期） 役
- TBSテレビ「きみが心に棲みついた」（2018年1月 - 3月） - 小川今日子（幼少期） 役
- TBSテレビ「花のち晴れ〜花男 Next Season〜」第4話（2018年5月8日）
- 朝日放送テレビ「幸色のワンルーム」（2018年7月 - ）
- テレビ東京「リズスタ -Top of Artists!-」（2022年4月 - ）- 藤堂莉子 役

### バラエティー
- テレビ朝日「くりぃむしちゅーのハナタカ!優越館」（2018年5月17日） - 再現ドラマ出演（ドライヤーの寿命編）

### 映画
- 「ジャンクション」『バズる』（2019年） - 向井友里恵 役
- ブルーを笑えるその日まで（2023年12月8日、監督：武田かりん） - 宮村ナツミ 役[2][3][4][5]

### CM
- 集英社「りぼん」（2017年11月・2018年3月）
- メガハウス「ヘアメイクアーティストメイクアッププラス+」（2017年）
- 日清食品 カップヌードル ナイス「ナイス!なアイデア」篇（2018年）[6]
- 日清食品カップヌードル ナイス「ナイス!なアイデア」特別篇（2018年）
- バンダイナムコエンターテインメント「ドラゴンボールZ カカロット」（2019年）

## 書籍その他

### 雑誌
- 集英社「りぼん」（2016年10月 - ） - りぼんガール
- ハースト婦人画報社「美しいキモノ」春号（2019年）

### カタログ
- バートンジャパン合同会社 - BURTON STYLEBOOK 2016（2016年）